# Carmine Abate
Carmine Abate (ur. 24 października 1954 w Carfizzi) – włoski pisarz i nauczyciel narodowości arboreskiej, laureat nagrody Premio Campiello z 2012 roku za utwór La collina del vento.

## Życiorys
Spędził dzieciństwo w Kalabrii i w Hamburgu. Po ukończeniu studiów na Uniwersytecie w Bari przeniósł się do Niemiec, jednak wrócił do Włoch, gdzie pracował w Trydencie jako nauczyciel. W 2013 roku zamieszkał w Besenello.

## Wybrana twórczość
- Nel labirinto della vita (1977)
- Koffer und weg! (1984)[5]
- Il ballo tondo (1991)[5]
- Il muro dei muri (1993)
- La moto di Scanderbeg (1999)
- Tra due mari (2002)
- La festa del ritorno (2004)
- Gli anni veloci (2008)
- Vivere per addizione e altri viaggi (2010)
- La collina del vento (2012)
- Il bacio del pane (2013)
- La felicità dell'attesa (2015)
- Il banchetto di nozze e altri sapori (2016)
- Le rughe del sorriso (2018)
- L'albero della fortuna (2019)
- Il cercatore di luce (2021)
- Un paese felice (2023)

Źródła: